# Église Saint-Antoine d'Houtkerque
L'église Saint-Antoine est une église catholique située à Houtkerque, en France.

## Localisation
L'église est située dans le département français du Nord, sur la commune d'Houtkerque. 

## Historique
L'édifice est classé au titre des monuments historiques en 1910.  L'église actuelle est une hallekerke flamande construite en 1548 mais agrandie lors de deux campagnes au XIXe siècle. La tour date de 1556, d'une hauteur de 30 mètres est surmontée d'une flèche en maçonnerie d'environ 20 mètres.
Cette flèche, visible de très loin, servait d'amer aux navigateurs. L'église est dédiée à saint Antoine l'Ermite, dit aussi "le grand", très populaire en Flandre.
Elle possède un mobilier de grande qualité du XVIIIe siècle, dont cinq retables. À noter que l’église Saint-Antoine telle qu’elle se présente actuellement, a fait l’objet d’une reconstruction au XVIe siècle, alors qu’auparavant l’édifice religieux était intégralement fait de bois.